# Anderson Patric Aguiar Oliveira
Anderson Patric Aguiar Oliveira (パトリック, sinh ngày 26 tháng 7 năm 1987 ở Macapá) là một cầu thủ bóng đá người Brasil thi đấu ở vị trí tiền đạo cho Sanfrecce Hiroshima.

## Sự nghiệp

### Kawasaki Frontale
Patric có màn ra mắt cho Kawasaki Frontale ở J. League Division 1 ngày 2 tháng 3 năm 2013 trước Kashiwa Reysol khi vào sân từ phút thứ 73 thay cho Yu Kobayashi và Kawasaki thất bại 3–1. Ngày 18 tháng 7 năm 2013, Patric được gửi đi theo dạng cho mượn đến Ventforet Kofu.

## Thống kê sự nghiệp

### Câu lạc bộ
Số liệu chính xác tính đến ngày 1 tháng 7 năm 2017
| Thành tích câu lạc bộ | Thành tích câu lạc bộ | Thành tích câu lạc bộ | Giải vô địch1 | Giải vô địch1 | Cúp                   | Cúp                   | Cúp Liên đoàn | Cúp Liên đoàn | Châu lục | Châu lục  | Khác2   | Khác2     | Tổng cộng | Tổng cộng |
| Mùa giải              | Câu lạc bộ            | Giải vô địch          | Số trận       | Bàn thắng     | Số trận               | Bàn thắng             | Số trận       | Bàn thắng     | Số trận  | Bàn thắng | Số trận | Bàn thắng | Số trận   | Bàn thắng |
| Nhật Bản              | Nhật Bản              | Nhật Bản              | Giải vô địch  | Giải vô địch  | Cúp Hoàng đế Nhật Bản | Cúp Hoàng đế Nhật Bản | Cúp Liên đoàn | Cúp Liên đoàn | Châu Á   | Châu Á    |         |           | Tổng cộng | Tổng cộng |
| --------------------- | --------------------- | --------------------- | ------------- | ------------- | --------------------- | --------------------- | ------------- | ------------- | -------- | --------- | ------- | --------- | --------- | --------- |
| 2013                  | Kawasaki Frontale     | J1                    | 8             | 2             | 0                     | 0                     | 5             | 1             | -        | -         | -       | -         | 13        | 3         |
| Tổng cộng             | Tổng cộng             | Tổng cộng             | 8             | 2             | 0                     | 0                     | 5             | 1             | -        | -         | -       | -         | 13        | 3         |
| 2013                  | Ventforet Kofu        | J1                    | 16            | 5             | 2                     | 1                     | 0             | 0             | -        | -         | -       | -         | 18        | 6         |
| Tổng cộng             | Tổng cộng             | Tổng cộng             | 16            | 5             | 2                     | 1                     | 0             | 0             | -        | -         | -       | -         | 18        | 6         |
| 2014                  | Gamba Osaka           | J1                    | 19            | 9             | 3                     | 3                     | 5             | 3             | -        | -         | -       | -         | 27        | 15        |
| 2015                  | Gamba Osaka           | J1                    | 32            | 12            | 4                     | 2                     | 3             | 0             | 11       | 4         | 5       | 2         | 55        | 20        |
| 2016                  | Gamba Osaka           | J1                    | 20            | 2             | 0                     | 0                     | 2             | 0             | 5        | 1         | 1       | 0         | 28        | 3         |
| 2017                  | Gamba Osaka           | J1                    | 1             | 0             | 0                     | 0                     | 0             | 0             | 0        | 0         | -       | -         | 1         | 0         |
| Tổng cộng             | Tổng cộng             | Tổng cộng             | 72            | 23            | 7                     | 5                     | 10            | 3             | 16       | 5         | 6       | 2         | 111       | 38        |
| 2017                  | Sanfrecce Hiroshima   | J1                    | 0             | 0             | 0                     | 0                     | 0             | 0             | -        | -         | -       | -         | 0         | 0         |
| Tổng cộng             | Tổng cộng             | Tổng cộng             | 0             | 0             | 0                     | 0                     | 0             | 0             | -        | -         | -       | -         | 0         | 0         |
| Tổng cộng sự nghiệp   | Tổng cộng sự nghiệp   | Tổng cộng sự nghiệp   | 96            | 30            | 9                     | 6                     | 15            | 4             | 16       | 5         | 6       | 2         | 142       | 47        |

 1 Bao gồm số lần ra sân ở J. League Championship và 2 Bao gồm số lần ra sân ở Siêu cúp Nhật Bản và Giải bóng đá vô địch Suruga Bank.
Thành tích đội dự bị
| Thành tích câu lạc bộ | Thành tích câu lạc bộ | Thành tích câu lạc bộ | Giải vô địch | Giải vô địch | Tổng cộng | Tổng cộng |
| Mùa giải              | Câu lạc bộ            | Giải vô địch          | Số trận      | Bàn thắng    | Số trận   | Bàn thắng |
| Nhật Bản              | Nhật Bản              | Nhật Bản              | Giải vô địch | Giải vô địch | Tổng cộng | Tổng cộng |
| --------------------- | --------------------- | --------------------- | ------------ | ------------ | --------- | --------- |
| 2016                  | U-23 Gamba Osaka      | J3                    | 2            | 1            | 2         | 1         |
| 2017                  | U-23 Gamba Osaka      | J3                    | 1            | 0            | 1         | 0         |
| Tổng cộng sự nghiệp   | Tổng cộng sự nghiệp   | Tổng cộng sự nghiệp   | 3            | 1            | 3         | 1         |

## Danh hiệu

### Câu lạc bộ
Gamba Osaka
- J. League Division 1 (1): 2014
- Cúp Hoàng đế Nhật Bản (2): 2014, 2015
- J. League Cup (1): 2014
- Siêu cúp Nhật Bản (1): 2015

### Cá nhân
- J. League Cup MVP: 2014